# موسوعة الألقاب اليمنية
موسوعة الألقاب اليمنية هي موسوعة تضمنت توثيق أنساب القبائل والشخصيات والعوائل اليمنية، وقد احتوت بحسب مؤلفها الكاتب والباحث اليمني إبراهيم المقحفي على ثلاثة آلاف لقب لفقهاء وأدباء و سياسيين وشيوخ قبائل من مختلف مناطق اليمن ،مع الإشارة إلى البارزين منهم وإسهاماتهم المختلفة في كافة مناحي الحياة والعلوم الإنسانية، وأماكن تواجدهم والقرى التي عاشوا فيها .
صدرت الطبعة الأولى من الموسوعة في نهاية العام 2009 في سبعة مجلدات مبوبة حسب الحروف الأبجدية، وتعد الموسوعة تطويراً لكتاب معجم البلدان والقبائل اليمنية الذي أصدره المؤلف في مجلدين العام 2001 م.